# تنفس (من الأفضل الاتصال بسول)
«تنفس» (بالإنجليزية: Breathe)‏ هي الحلقة الثانية للموسم الرابع من مسلسل إيه إم سي التلفزيوني الدرامي من الأفضل الاتصال بسول، المسلسل يُعتبر بادئة من مسلسل اختلال ضال. تم بث الحلقة في 13 أغسطس 2018 على قناة إيه إم سي بالولايات المتحدة. خارج الولايات المتحدة، تم عرض الحلقة لأول مرة على خدمة البث نتفليكس في عدة بلدان.

## الاستقبال

### التقييمات
شاهد الحلقة 1.55 مليون مشاهد في الولايات المتحدة في تاريخ بثها الأصلي.

## وصلات خارجية
- «تنفس» على إيه إم سي (بالإنجليزية)
- «تنفس» على قاعدة بيانات الأفلام على الإنترنت (بالإنجليزية)